# Achaea ablunaris
Achaea ablunaris is een vlinder uit de familie van de Spinneruilen (Erebidae). Deze soort is voor het eerst wetenschappelijk beschreven door Achille Guenée in een publicatie uit 1852.
De soort komt voor in Puerto Rico, de Dominicaanse Republiek, Colombia en Venezuela.